# カカオベルト
カカオベルトとは、地球上においてカカオの生育に適しているとされる緯度の範囲である。しかしながら、カカオベルトの範囲内であっても、必ずカカオの生育に適した地域とは言えない点に、注意を必要とする。

## 定義
地球上の赤道を挟んで、北緯20度から南緯20度までの地域を指す。

## 注意点
カカオベルトの範囲内であっても、必ずしもカカオが生育できる条件が整っているとは限らない。その理由は、カカオの生育に必要な条件が、幾つも存在するからである。その条件とは、標高30 mから300 m程度である事、年間平均気温が約27 ℃であり、かつ、寒暖の差が充分に少ない事、年間降雨量が少なくとも1000 mm以上である事などが挙げられる。このため、カカオベルトの範囲内であっても、カカオが実際に生育できる地域は限定的である。

## 実情
21世紀初頭の2009年において、カカオ豆の収穫量の上位に挙げられる地域は、アフリカが６割を超えていた。次いで、アジアが２割、南アメリカが１割を収穫しており、残りの地域のカカオ豆の収穫量は１割にも満たなかった。また、国家別の2009年の統計によれば、コートジボワールだけで、世界のカカオ豆の収穫量のほぼ３割を上げていた。次いで、インドネシアが、世界のカカオ豆の収穫量の約２割を記録していた。したがって、アジアにおけるカカオ豆の収穫量の大部分は、インドネシアだけで占められていた事が判る。第３位はガーナで、世界のカカオ豆の収穫量の16.2パーセントを記録していた。第４位はナイジェリアで、世界のカカオ豆の収穫量の9.1パーセントを記録していた。第５位がカメルーンで、世界のカカオ豆の収穫量の5.5パーセントを記録していた。そして第６位がブラジルで、世界のカカオ豆の収穫量の5.4パーセントを記録していた。これ以下は、全ての国家が5パーセントにも満たない収穫量しか上げていなかった。なお、コートジボワール、インドネシア、ガーナ、ナイジェリア、カメルーンまでの国々は、全てカカオベルトに含まれる地域である。参考までに、2009年において、世界のカカオ豆の収穫量が７位だった国はエクアドル、８位だった国はトーゴ、９位だった国はパプアニューギニア、10位だった国はドミニカ共和国だった。エクアドル、トーゴ、パプアニューギニア、ドミニカ共和国は、いずれもカカオベルトに含まれる地域である。